# Leo Coehorst
Leo Coehorst (* 24. Juli 1938 in Tilburg) ist ein ehemaliger niederländischer Radrennfahrer.

## Sportliche Laufbahn
Coehorst war im Straßenradsport aktiv. 1955 begann er mit dem Radsport. Von 1961 bis 1966 war er Unabhängiger und Berufsfahrer. Mit der Nationalmannschaft fuhr er 1960 die Polen-Rundfahrt sowie 1960 und 1961 die Internationale Friedensfahrt. Dort kam er 1960 und 1961 jeweils auf den 39. Platz.
Die Vuelta a España bestritt er zweimal. 1962 wurde er 42., 1964 war er ausgeschieden.